# Beatriz Vázquez
Beatriz Vázquez (Caracas, Venezuela; 15 de marzo de 1966) es una actriz venezolana. Más conocida como Rita en la telenovela La viuda joven.

## Primeros años
Vázquez se crio junto a su familia en Caracas. A los 13 años, se mudó a España. A los 17 años volvió a Venezuela, donde culminó su último año de bachillerato en una escuela de monjas, donde gracias al tutelaje de los profesores se inclinó al arte.

## Carrera
A la edad de 21, incursionó en el teatro al quedar seleccionada entre un grupo de estudiantes para realizar el Taller Nacional de Teatro (TNT) de la Fundación Rajatabla. Al terminarlo, luego de tres años de preparación, esta talentosa actriz comienza a labrar su futuro artístico en el teatro, participando en varias obras como Divorciadas, evangélicas y vegetarianas y Primero muerta que bañada en sangre. Adicionalmente, trabajó con varias agrupaciones como el Centro de Directores para el Nuevo Teatro, el Nuevo Grupo y otras que pertenecían a la Fundación Rajatabla.
Además de participar en el teatro, Beatriz también estuvo presente en el cine con varias películas, entre ellas El Don, Yotama se va volando, Tres monos, Cien años de perdón y El Tumbe, haciéndose merecedora de 3 premios como Mejor Actriz de Cine de la Asociación Nacional de Autores Cinematográficos (ANAC).
Luego de eso llegó a la televisión a los 35 años de edad, interpretando papeles en RCTV, para luego actuar en Calypso, su primera novela completa para una productora independiente con la que la actriz inició su vida artística en Venevisión. Posteriormente el escritor Leonardo Padrón, quien conocía su trabajo en el teatro, la llamó para que estuviera en Amantes de luna llena.
Dos años después, la actriz participó en un casting para estar en una telenovela del canal brasileño TV Globo que reuniría las historias de los libros más exitosos de la literatura carioca. Vale Todo la hizo proyectarse a nivel internacional al compartir escenas con destacados actores latinoamericanos. Al finalizar, regresa a Venezuela para trabajar en otro proyecto de Leonardo Padrón, Cosita rica.
En el año 2004, Beatriz vuelve a RCTV para integrar Ser bonita no basta y El desprecio pero al terminar esta última producción vuelve al canal de La Colina para interpretar a Inés en la telenovela Aunque mal paguen.
A partir de estos proyectos, la actriz ha tenido un reconocimiento nacional por las distintas apariciones en las telenovelas.

## Filmografía

### Televisión
| Año         | Título                | Rol                                 |
| ----------- | --------------------- | ----------------------------------- |
| 1998        | 100 años de perdón    | Ana María                           |
| 1999        | Calypso               | Manuela Rojo                        |
| 2000        | Amantes de luna llena | Meche Peralta                       |
| 2002        | Vale Todo             | Leila Catanhede                     |
| 2003 - 2004 | Cosita rica           | Sagrario                            |
| 2005        | Ser bonita no basta   | Teresa Rengil de Mendoza            |
| 2006        | El desprecio          | Elisenda Medina                     |
| 2006        | El Don                | Ángela                              |
| 2007        | Aunque mal paguen     | Inés                                |
| 2008        | Arroz con leche       | Pilar Arrieta                       |
| 2008 - 2009 | La vida entera        | Luz Mediante                        |
| 2009        | Tomasa Tequiero       | Floritex Carrera                    |
| 2011        | La viuda joven        | Rita                                |
| 2011        | El árbol de Gabriel   | Ana Belén Iturria de Fernández      |
| 2012-2013   | Dulce amargo          | Claudia de la Rosa                  |
| 2014        | Corazón esmeralda     | Luisa Amelia "Mama Lucha" de Blanco |
| 2015-2016   | A puro corazón        | Ana Cecilia García de Rodríguez     |
| 2017        | Escándalos            | María Luisa Herrera                 |